# Dreves (barrio)
Dreves es un barrio de la ciudad de Temuco, Chile. Es una zona de interés patrimonial.

## Toponimia
Fue construido en terrenos donados a la ciudad en 1910 por Carlos Dreves, de quien lleva el apellido en el topónimo.

## Geografía

### Límites
Los límites del barrio Dreves son la avenida San Martín por el norte, la avenida Caupolicán por el este, la ciclovía Temuco-Labranza y la avenida Pablo Neruda por el sur, y la calle Uruguay por el oeste.

### Barrios limítrofes
Los barrios que limitan con Dreves son:
| Noroeste: Sector Alemán | Norte: Sector Alemán | Noreste: -            |
| Oeste: Estadio          |                      | Este: Teodoro Schmidt |
| Suroeste: Pflaumer      | Sur: Santa Teresa    | Sureste: -            |

## Comercio
El barrio Dreves cuenta con sucursales de las siguientes empresas:
- Copec.
- Shell (antes, Terpel e YPF).
- Unimarc.

## Educación
Las entidades educacionales con sede en el barrio son:
- Colegio Centenario.
- Escuela San Francisco de Asís.
- Universidad La República (antes, Centro de Formación Técnica Santo Tomás).[5]

## Transporte

### Arterias viales
Las arterias viales del barrio son:
- Bernardo O'Higgins.
- Dreves.
- León Gallo.
- María Luisa.
- San Carlos.
- San Ernesto.
- San Federico.
- San Guillermo.
- Santa Margarita.
- Santa Teresa.

Los nombres de algunas calles fueron puestos en honor a las hijas y la esposa de Carlos Dreves.

### Autobuses urbanos
Las líneas de autobuses metropolitanos que circulan por el barrio Dreves son:
- 2A: Parque Costanera II-Santa Elena de Maipo.
- 2B: Parque Costanera II-Labranza.
- 4B: Alcántara-Villa Santa Luisa.
- 5A: Labranza-Villa Los Ríos.
- 5B: Labranza-Villa Los Ríos.
- 5C: Labranza-San Antonio.
- 6A: Villa Los Ríos-Fundo El Carmen.
- 6C: Villa Los Ríos-Quepe.
- 8B: Pulmahue-Vista Verde.
- 8C: Pulmahue-Quepe.
- 8D: Puente Niágara-Quepe.
- 10A: Campus San Juan Pablo II-Villa Diputado Becker.
- 66A: Pillanlelbún-Quepe.[7]

### Taxis colectivos
Las líneas de taxis colectivos que pasan por el barrio son:
- 14: Villa del Río-Florencia.
- 15: Parque Pilmaiquén-Altos de Maipo.
- 19: Estación-Nueva Galicia.
- 24: Langdon-Maipo.
- 24A: Altamira-Langdon.
- 25: Terminal de buses rurales-Altos de Maipo.

## Urbanismo
El barrio Dreves es una zona de interés patrimonial, donde predomina la vivienda de dos niveles con antejardín, aunque existen sectores con inmuebles en fachada continua.
La Facultad de Arquitectura de la Universidad Mayor recomendó identificar sus zonas históricas con carteles.

### Hitos urbanos

#### Parroquia Santo Tomás de Villanueva
Templo con una arquitectura propia del sur de Chile. En 2014, sufrió un incendio que dañó su estructura.

#### Plaza Dreves
Área verde ubicada entre las calles San Ernesto por el oeste, León Gallo por el sur, y San Guillermo por el este, y por la avenida Bernardo O'Higgins por el norte.